# Luna (Jovanotti)
Luna è un singolo del cantautore italiano Jovanotti, pubblicato il 19 luglio 2019 come unico estratto dal primo album di cover Lorenzo sulla Luna.

## Descrizione
Si tratta di una reinterpretazione dell'omonimo brano di Gianni Togni. Il brano è stato lanciato in occasione del cinquantesimo anniversario dello sbarco sulla Luna.

## Tracce
Testi di Gianni Togni e Guido Morra.
1. Luna – 4:08